# 飛龍喜三太
飛龍 喜三太（ひりゅう きさんた、「熊ヶ谷 弥三郎」（くまがだに やさぶろう）、文政6年5月（1823年） - 明20年10月3日（1887年10月3日）は、遠江国金谷村（現在の静岡県島田市金谷東町）出身の大相撲力士。本名は村井 喜太八（むらい きたはち）。所属は追手風部屋から雷部屋を経て追手風部屋。最高位は前頭4枚目。

## 経歴
1823年（文政6年）金谷村（島田市）にて誕生
1858年（安政5年）11場所 - 十両4枚目　
1860年（安政7年）10月場所 - 前頭8枚目
1862年（文久2年）11月場所 - 前頭7枚目　
1864年（元治元年）4月場所 - 現役引退　 二枚鑑札で年寄・熊ヶ谷を襲名。
1887年（明治20年）10月3日 - 死去。64歳
主な成績
幕内戦歴:17勝23敗3預56休（12場所）